# Saropogon comosus
Saropogon comosus là một loài ruồi trong họ Asilidae. Saropogon comosus được Loew miêu tả năm 1869.